# Nové Sady (Slowakei)
Nové Sady (bis 1948 slowakisch „Ašakerť“, bis 1927 „Kert“/„Ašakert“; ungarisch Assakürt) ist eine slowakische Gemeinde in der Nähe von Nitra.
Der Ort wurde 1156 zum ersten Mal als Kurt erwähnt und die Ortsbezeichnung leitet sich vom gleichnamigen Geschlecht ab, das den Ort damals gründete. 1960 wurde ihm die im selben Jahr aus Čab und Sila gebildete Gemeinde „Čab-Sila“ angeschlossen, seit dem 1. August 1999 ist Čab wieder eine selbstständige Gemeinde.
Die Gemeinde hatte 2001 1320 Einwohner (1910: 810, 1980: 2241 Einwohner). Im Gemeindewappen ist ein Pelikan abgebildet.
Ortsteile:
- Cerovíny
- Nové Sady
- Sila (1264 nachgewiesen)

## Persönlichkeiten
- Lipót Aschner (1872–1952), Industrieller

## Bevölkerung
| Jahr                | 1994 | 2004     | 2014    | 2024    |
| ------------------- | ---- | -------- | ------- | ------- |
| Anzahl der Personen | 1992 | 1273     | 1294    | 1312    |
| Unterschied         |      | −36,09 % | +1,64 % | +1,39 % |

| Jahr                | 2023 | 2024    |
| ------------------- | ---- | ------- |
| Anzahl der Personen | 1317 | 1312    |
| Unterschied         |      | −0,37 % |